# Шаповалова Вікторія Олексіївна
Вікторія Олексіївна Шаповалова (* 6 вересня 1957 р., м. Красний Луч Луганської області) — український науковець в галузі фармацевтичного права. Доктор фармацевтичних наук, професор.

## Біографія
Народилась 6 вересня 1957 р. у м. Красний Луч (нині — місто Хрустальний) Луганської області. В 1974 р. закінчила середню школу із золотою медаллю, диплом музичної школи «з відзнакою» (клас фортепіано). В 1979 р. закінчила з відзнакою Харківський фармацевтичний інститут; тема дипломної роботи «Розробка методик контролю якості лікарських форм із вітамінами групи В»; спеціальність — провізор. В 1984 р. закінчила Університет марксизму-ленінізму, факультет ідеологічних кадрів. Працювала: 1979–1981 рр. — старший провізор центральної районної аптеки Луганської обл.; 1981–1985 рр. — асистент кафедри органічної хімії; 1985–1991 рр. — доцент кафедри фармацевтичної хімії; 1991–1997 рр. — доцент; 1997–1998 рр. — професор кафедри фармацевтичного аналізу й фармакогнозії ІПКСФ; 1998–2000 рр. — заступник голови, вчений секретар науково-технічної ради ХДФП «Здоров'я народу» Комітету Медбіопрому України; 1998–2000 рр. — заступник директора з наукової праці ХДФП «Здоров'я народу» Комітету Медбіопрому України. З 1998–2012 р. очолювала кафедру судової фармації ІПКСФ, створення якої було зумовлено інтеграційними процесами фармації з медико-фармацевтичними, кримінально-правовими й соціально-економічними дисциплінами.
Під час організації роботи кафедри в її штат були залучені висококваліфіковані провідні спеціалісти практичної фармації, юриспруденції й медицини, які в короткий термін розробили уніфіковану програму циклів підвищення кваліфікації фахівців з питань фармацевтичного права та судової фармації, склали навчально-виробничий план, підготували навчально-методичні матеріали, почали роботу по підготовці на основі фармацевтичного права фахівців фармації, медицини та криміналістики в сфері обігу лікарських засобів. З вересня 2006 року кафедра судової фармації була перейменована в кафедру фармацевтичного права. У 1984 р.захистила кандидатську дисертацію на тему «Синтез і властивості імідів і гідразидів гетерилсукцінамінових кислот» (спеціальність 15.00.02 — фармацевтична хімія та фармакогнозія) під керівництвом професора В. П. Черних. Доцент з 1991 р. У 1996 р. захистила докторську дисертацію на тему «Створення дитячих лікарських форм на основі відомих фармакологічних субстанцій» за спеціальностями: 15.00.01 — технологія ліків і 15.00.02 — організація та економіка фармації (наукові консультанти — професор В. П. Черних і професор В. М. Толочко). Професор з 1998 р.

## Особисті відомості
Напрями наукових досліджень: удосконалення нормативно-правової бази системи контрольно-дозвільного обігу лікарських засобів всіх номенклатурно-правових та класифікаційно-правових груп; розробка законодавчих ініціатив; моніторинг раціонального та безпечного застосування лікарських засобів; розробка нових лікарських засобів на основі сильнодіючих, отруйних, психотропних речовин, наркотичних, одурманюючих засобів та прекурсорів. Як керівник кафедри Шаповалова В. О. приділяє велику увагу науковим дослідженням, проведеним разом з іншими установами: Державним фармакологічним центром Міністерства охорони здоров'я України, Державним науково-дослідним експертно-криміналістичним центром Міністерства внутрішніх справ України, Інститутом неврології, психіатрії і наркології АМН України, Харківським обласним бюро судово-медичних експертиз, Державним науково-дослідним центром лікарських засобів, Інститутом фармакології й токсикології АМН України, Інститутом екогігієни й токсикології Міністерства охорони здоров'я України, Харківською медичною академією післядипломної освіти, Харківським обласним наркологічним диспансером, фондом «Відродження», Українським Благодійним фондом сприяння боротьбі з наркоманією «Захист», Українським науково-дослідним інститутом соціальної і судової психіатрії МОЗ і АМН України, Головним управлінням Міністерства внутрішніх справ України в Харківській області.
Автор понад 1000 наукових і навчально-методичних праць, в тому числі 12 монографій, понад 30 патентів, авторські свідоцтва, статті, законодавчі ініціативи тощо. Є співавтором розробки 10 нових препаратів, які впроваджені в медичну практику й промислове виробництво на фармацевтичній фірмі «Здоров'я» («Валькофен», «Кардацет», «Паравіт»), Харківському фармацевтичному підприємстві «Здоров'я народу» ДАК «Укрмедпром» («Галоприл», «Динальгін»), дослідному заводі ДНЦЛЗ ДАК «Укрмедпром» («Калевіт С» і «Густий екстракт календули»). Під керівництвом Шаповаловой В. О. проводиться розробка таких нових лікарських препаратів «Дифенал», «Парсикол», «Теофедрин плюс».
Методична робота Шаповаловой В. О. у 1994–1995 рр. представлена розробкою і впровадженням у навчальний процес Управління освіти Харківської облдержадміністрації на базі ліцею «Вертикаль» навчальної програми за курсом «Медико-фармацевтичні основи охорони здоров'я й життя дітей»; 1986–1989 рр. — розробка методичного забезпечення занять студентів заочників з фармацевтичної хімії; 1993–1995 рр. — розробка методичного забезпечення занять провізорів-інтернів у післядипломнім навчанні на етапі інтернатури; 1992–1996 рр. — розробка положення й методичне забезпечення роботи міжкафедральної науково-проблемної лабораторії «Экспертхімфарм» УкрФА; з 1997 р. по теперішній час — розробка й методичне забезпечення курсу «Правова й судова фармація» на базі кафедри фармацевтичного аналізу й фармакогнозії ІПКСФ УкрФА; з 1998 р. по 2012 — розробка та впровадження в навчальний процес нової дисципліни «Фармацевтичне право».
Під керівництвом професора Шаповалової В. О. виконано 15 кандидатських дисертаційних робіт: «Удосконалення нормативно-правового забезпечення контрольно-дозвільної системи лікарських засобів» (Халін М. М., 2002 р.), «Оптимізація державного контролю за обігом наркотичних засобів, психотропних речовин і прекурсорів» (Петренко С. Л., 2003 р.), «Медикаментозне забезпечення заходів щодо попередження та ліквідації наслідків дорожньо-транспортних пригод» (Абросимов О. С., 2003 р.), «Удосконалення державної системи протидії обігу фальсифікованих лікарських засобів» (Данилюк О. В., 2006 р.), «Лікарське забезпечення терапії алкогольної залежності» (Кузнецова Т. В., 2006 р.), «Наукове обґрунтування адаптивного управління належним асортиментом лікарських засобів різних номенклатурно-правових груп» (Вишар Г. М., 2007 р.), «Удосконалення нормативно-правового регулювання обігу психоактивних речовин у приватному секторі регіональної аптечної мережі» (Гуторов О. І., 2007 р.), «Удосконалення організаційно-правової системи регулювання обігу рецептурних і безрецептурних лікарських засобів» (Коляда В. В., 2007 р.), «Організаційно-правове дослідження контрольно-дозвільного обігу комбінованих лікарських засобів» (Гудзенко А. О., 2008 р.), «Наукове обґрунтування особливостей експертного супроводження обігу психоактивних речовин» (Бондаренко В. В., 2008 р.), «Науково-методичні основи судово-фармацевтичної кваліфікації контрольно-дозвільного обігу засобів і речовин у фармації» (Ніконов М. М., 2010 р.), «Організаційно-правові дослідження впливу наркобізнес-середовища на фармацевтичний сектор України» (Галаван З. С., 2010 р.), «Судово-фармацевтичні дослідження регуляторних заходів державних органів щодо обігу контрольованих засобів і речовин на території України» (Юхта Л. О., 2010 р.), «Оптимізація фармацевтичного забезпечення пацієнтів пільгового режиму на регіональному рівні» (Пасталиця С. В., 2010 р.), «Організаційно-правові дослідження лікарської корекції нікотинової токсикоманії» (Петренко В. О., 2010 р.). Є науковим консультантом 2 докторських дисертацій (Абросимов О. С., Петренко В. О.) і науковим керівником 8 кандидатських дисертаційних робіт (Пересипкін О. В., Зброжек С. І., Шувера О. В., Сухая М. Ю., Негрецький С. М., Веприцький С. С., Мовсісян А. Г., Конєва В. Ю.) за спеціальністю 15.00.01 — «Технологія ліків, організація фармацевтичної справи та судова фармація».
Шаповалова В. О. з 1998 р. є членом Фармакологічного комітету (тепер Державний фармакологічний центр) Міністерства охорони здоров'я України, членом Науково-експертної ради Державного фармакологічного центру Міністерства охорони здоров'я України, членом Фармакопейного комітету Міністерства охорони здоров'я України, членом методичної комісії Національного фармацевтичного університету, дійсним членом Нью-Йоркської Академії наук, академіком Міжнародної Академії наук екології та безпеки людини. Є членом Редакційної ради спеціалізованих наукових журналів «Ліки України», «Вісник психіатрії та психофармакотерапії», «Клінічна фармація», «Український вісник психоневрології», «Український журнал клінічної та лабораторної медицини», «Криміналістичний вісник», «Архів психіатрії», «Український медичний альманах». За внесок в розвиток науки у 2001 р., 2002 р., і 2003 р. занесена до довідника «Who's Who in the Word».

## Громадська діяльність
1979–1981 рр. — голова профспілки аптечних працівників ЦРА № 52 м. Красний Луч Луганської області; 1980–1981 рр. — секретар комсомольської організації ЦРА № 52 м. Красний Луч Луганської області; 1982–1984 рр. — куратор гуртожитку № 2 ХДФІ; 1992–1996 рр. — завідувачка Межкафедральної науково-проблемної лабораторії «Експертхімфарм» УкрФА. Шаповалова В. О. проводить важливу суспільну роботу як заступник і член Президії первинної міжгалузевої спілки ветеранів Афганістану й учасників бойових дій на території інших держав при слідчому управлінні Головного управління Міністерства внутрішніх справ України в Харківській області. Своєю участю сприяє активізації ветеранського руху, проведенню індивідуальної виховної роботи з формування серед фахівців фармації, медицини, студентів поважного відношення до ветеранів Афганістану, ветеранів Великої вітчизняної війни, пенсіонерів, інвалідів і ветеранів органів внутрішніх справ, їх родин і людей похилого віку, націлює їх самих і керівників структурних підрозділів служб Головного управління Міністерства внутрішніх справ України в Харківській області на активнішу участь у рішенні медико-фармацевтичних і соціально-економічних проблем згаданого контингенту осіб.

## Нагороди, відзнаки та звання
За заслуги у розвитку фармацевтичної освіти, удосконаленні й оптимізації законодавства, а також нормативно-правового поля у фармацевтичному секторі відповідно до вимог Європейського Союзу й Всесвітньої організації торгівлі нагороджена почесним знаком Міністерства внутрішніх справ України «За сприяння органам внутрішніх справ України» (2006 р.), визнана гідною почесного знака «Винахідник СРСР» та медалі «За громадську мужність» (2007 р.), почесними грамотами Державного фармакологічного центру Міністерства охорони здоров'я України (2002 р.), Всеукраїнської громадської організації «Фармацевтична Асоціація України» (2003 р.), Управління міністерства внутрішніх справ України в Харківській області та управління боротьби з організованою злочинністю (2004 р.), Головного управління освіти і науки Харківської обласної державної адміністрації (2005 р.), Харківської обласної організації Спілки юристів України (2005 р.), Спілки юристів України (2005 р.), Головного управління Міністерства внутрішніх справ України в Харківській області (2006 р., 2009 р.), Міністерства освіти та науки України (2007 р.), Міністерства охорони здоров'я України (2007 р.), Харківської обласної ради (2007 р., 2008 р.), Харківської обласної державної адміністрації і Харківської обласної ради (2008 р.), Луганської обласної державної адміністрації й Луганської обласної ради (2008 р.), Харківської міської ради (2009 р.), Науково-практичного товариства неврологів, психіатрів і наркологів України ДУ «Інституту неврології, психіатрії і наркології АМН України» (2009 р.), нагороджена дипломом учасника обласного конкурсу «Вища школа Харківщини — найкращі імена» у номінації «Науковець» (2006 р.), грамотами Харківської єпархії української православної церкви (2009 р., 2010 р.), Вищої атестаційної комісії України (2010 р.), Верховної Ради України (2010 р.), подякою начальника Державної інспекції з контролю якості лікарських засобів у Харківській області (2004 р., 2005 р.), подякою Харківського міського голови (2006 р., 2011 р.). За вагомий особистий внесок у розвиток науки та освіти, підйом міжнародного авторитету області, активну суспільну діяльність на благо Харківщини, за трудові досягнення, високий професіоналізм нагороджена почесним знаком Харківської обласної ради «Слобожанська слава» (2009 р.).